# Ploceus badius
El tejedor canela (Ploceus badius) es una especie de ave paseriforme de la familia Ploceidae endémica de la cuenca del Nilo. 

## Distribución y hábitat
Se encuentra únicamente en la cuenta del Nilo Blanco y la confluencia con el Nilo Azul, distribuido a lo largo de Sudán del Sur y el sudeste de Sudán.
Es un pájaro nómada que regresa a sus zonas de cría entre septiembre y octubre. Vive en colonias preferentemente en bosques altos de follaje denso.